# عبد الله سيك
عبد الله سيك (بالفرنسية: Abdoulaye Seck)‏ هو لاعب كرة قدم سنغالي، ولد في 4 يونيو 1992 في امبور ‏ في République du Djéguéme ‏. شارك مع منتخب السنغال الوطني لكرة القدم. أما مع النوادي، فقد لعب مع كاسا سبورت ونادي ديامبارز ونادي ساندفيورد.

## وصلات خارجية
- عبد الله سيك على موقع قاعدة بيانات كرة القدم.إي يو (الإنجليزية)
- عبد الله سيك على موقع ناشيونال فوتبول تيمز (الإنجليزية)
- عبد الله سيك على موقع Soccerway.com (الإنجليزية)
- عبد الله سيك على موقع عالم كرة القدم.نت (الإنجليزية)